# Larinia trifida
Larinia trifida is een spinnensoort in de taxonomische indeling van de wielwebspinnen (Araneidae).
Het dier behoort tot het geslacht Larinia. De wetenschappelijke naam van de soort werd voor het eerst geldig gepubliceerd in 1910 door Albert Tullgren.